# Elbert Frank Cox
Elbert Frank Cox   (Evansville, 5 de desembre de 1895 - Washington DC, 28 de novembre de 1969) va ser un matemàtic nord-americà, el primer afroamericà en obtenir un doctorat en matemàtiques als Estats Units.

## Vida i Obra
Nascut a Indiana, però en una població (Evansville) que ja està vorejant els estats sudistes (Kentucky concretament) tota la seva escolarització es va fer en escoles segregades (només per a negres). El seu pare era mestre en una d'aquestes escoles. Va demostrar un considerable talent com violinista, fins al punt que li van oferir una beca per estudiar al conservatori de Praga; però el 1913 va preferir anar a la universitat d'Indiana en la qual es va graduar el 1917.
Després d'un curs donant classes en una escola de Henderson (Kentucky), es va allistar a l'exèrcit americà durant la Primera Guerra Mundial i, després, va ser professor de la Shaw University de Carolina del Nord. A partir de 1920 va assistir als cursos d'estiu de la universitat Cornell, en la qual va acabar defensant la seva tesi doctoral sota la supervisió de Lloyd Williams el 1925. En aquest any, només es van atorgar 28 doctorats en matemàtiques en tot el país, mentre que l'any següent 31 negres van ser linxats pel simple fet de ser-ho.
Després de doctorar-se va ser professor durant uns any del West Virginia State College fins que el 1929 va ser nomenat professor de la universitat Howard a Washington DC (la més important universitat afroamericana dels Estats Units) on va ser cap del departament de matemàtiques fins al 1961. Es va retirar de la docència el 1966, després d'haver desenvolupat els programes d'ensenyament de matemàtiques de la seva universitat.